# 天主教哈倫教區
天主教哈倫教區（拉丁語：Dioecesis Hallamensis）是英國英格蘭一個羅馬天主教教區。包括南約克郡全部、德比郡和諾丁漢郡一部。屬利物浦總教區。座堂位於谢菲尔德。
2011年，有62,600名教友，估轄區總人口4%，有64個堂區、65名司鐸、14名終身執事、3名修士、61名修女。現任主教為若望·羅斯索恩。1980年5月30日升為教區。